# Церовец при Шмарју
Церовец при Шмарју (словен. Cerovec pri Šmarju) је насељено место у општини Шмарје при Јелшах, Савињска регија, Словенија.

## Историја
До територијалне реорганизације у Словенији био је у саставу старе општине Шмарје при Јелшах.

## Становништво
У попису становништва из 2011. године, Церовец при Шмарју је имао 119 становника.
| Број становника према пописима | Број становника према пописима | Број становника према пописима |
| ------------------------------ | ------------------------------ | ------------------------------ |
| 1991                           | 2002                           | 2011                           |
| 128                            | 118                            | 119                            |

Напомена: До 1955. исказивано под именом Церовец. Године 1994. умањено за део насеља који је припојен насељу Свети Штефан. Године 2018. извршена је мала размена територије између насеља Дол при Шмарју, Јешовец при Шмарју и Церовец при Шмарју.